# Cobra Records
Cobra Records est un label discographique indépendant américain, anciennement basé à Chicago, dans l'Illinois, actif entre 1956 et 1959. Cobra Records est fondé par Eli Toscano et Howard Bedno, et produit essentiellement des disques de blues. Avec la présence de Willie Dixon, Cobra devient un label de blues important et produit de jeunes talents tels qu'Otis Rush et Magic Sam.
Cobra Records a eu deux sous-label, Abco Records et Artistic Records. Après la disparition du label, le catalogue est racheté par Stan Lewis, le propriétaire de Jewel Records.

## Histoire
Cobra est fondé en 1956 dans le West Side de Chicago par Eli Toscano, propriétaire d'un magasin de disques et d'un atelier de réparation de téléviseurs, avec l'aide du promoteur Howard Bedno. Son précédent label, Abco Records, n'ayant pas suscité beaucoup d'intérêt, Toscano propose à Willie Dixon de travailler pour lui. Insatisfait de son contrat avec Chess Records, Dixon rejoint Cobra en tant que découvreur de talents, producteur, arrangeur, auteur-compositeur et bassiste, devenant ainsi « la vision artistique derrière Cobra Records ».
Le premier à enregistrer pour Cobra est Otis Rush. Son single I Can't Quit You Baby devient un succès, passant six semaines dans le classement Billboard R&B, où il atteint la sixième place en 1956. Rush enregistre sept autres singles pour Cobra, décrits comme des « moments déterminants du Chicago blues ». En 1957, Magic Sam enregistre sa chanson fétiche All Your Love et sort quatre singles sur Cobra. Buddy Guy sort deux singles en 1958 sur la filiale Artistic Records de Cobra.
De 1956 à 1958, Cobra publie des singles de divers artistes, dont Ike Turner et plusieurs vétérans du blues. Cependant, en 1959, le label connaît des difficultés financières et met la clé sous la porte. Le catalogue Cobra est ensuite racheté par Stan Lewis de Jewel/Paula/Ron Records. La plupart des enregistrements de Cobra (et d'Artistic) (57 titres, dont plusieurs alternatifs et chutes) ont été publiés sur The Cobra Records Story : Chicago Rock and Blues 1956-1958 par Capricorn Records en 1993. En 2013, 40 chansons du catalogue Cobra sont publiées sur un coffret de deux CD intitulé Double Trouble : The Cobra Record Story.